# Balintawak
 Denne artikel bør gennemlæses af en person med fagkendskab for at sikre den faglige korrekthed.

Balintawak, også kendt som Balintawak Eskrima eller Balintawak Arnis, er en stil inden for filippinsk kampkunst udviklet af Venancio "Anciong" Bacon i 1950'erne og systematiseret af dennes elev Jose Villasin. Venancio Bacon modtog tidligere undervisning af Lorenzo Saavedra. Stilarten er opkaldt efter Cebu City's Balintawak Self Defense Club, hvor den oprindeligt blev undervist i. 
Til gengæld tog klubben sit navn efter gaden af sin beliggenhed Balintawak Street, hvor de oprindelige Balintawak-mestre trænede.

## Curriculum
Balintawak underviser hovedsagelig i enkel stokkefægtning, i et duellerende format, nogle gange bruges en lille stok til at simulere en dolk. Bacon udviklede denne enkle stokketeknik, under sine workouts og træning sammen med andre medlemmer af "the Doces Pares Club" før 2. Verdenskrig, han ville stikke folk med hans træ-dolk til træningsbrug. Nogle siger hans dolk blev taget fra ham af Saavedra, mens andre siger, at han simpelthen blev bedt om ikke at træne med den.[kilde mangler] Uanset hvad, fik Bacon med hjælp fra Atty. Jose Villasin udviklet og optimeret sine teknikker baseret på enkelt stokkearbejde.
Jose Villasin, under vejledning af Bacon, udviklede de tolv grundlæggende angreb, som nu bruges verden over.[kilde mangler] Balintawak bruger tolv grundlæggende angreb, fordi den menneskelige krop er begrænset i bevægelse. 
Disse tolv angreb danner grundlaget hvorfra en praktiserende udøver kan udvikle, grundlæggende, semi-avanceret og avancerede bevægelser.
Der er kun to formelle ranks udstedt af Balintawak Arnis. Der yderligere har udvidet teknikker i disse rækker af otte niveauer:
- Afslutning af Art

Niveau 1 – 12 grundlæggende angreb
Niveau 2 – forsvar og modangreb
Niveau 3 – grupperingssystemer
Niveau 4 – "butting"-teknikker
Niveau 5 – afvæbning
Niveau 6 – semiavancerede teknikker
Alle teknikker skal udføres med magt, kontrol, og krops-mekanik. En studerende vil automatisk dumpe "Afslutning af Art"-testen, hvis de taber deres stok, bruger bandeord eller får utilsigtet kontakt med deres partner.
- Fuldt kvalificeret instruktør

Level 7 – Avanceret fodarbejde
Level 8 – Fuldt kvalificeret instruktør
Generelt vil en praktiserende udøver have behov for at blive undervist i to til tre år for at opnå fuldt kvalificeret instruktørstatus, fordi en elev der har modtaget deres undervisning skal bestå "Afslutning af Art"-testen, og de har brug for at udvikle 24 teknikker, der er både unikke og effektive.